# Jadwiga Kamińska
Jadwiga Kamińska – dziennikarka telewizyjna i prasowa, działaczka społeczna i katolicka.

## Życiorys
Kamińska jest dziennikarką związaną z TV Toya, dla której zrealizowała około 1300 reportaży, programów edukacyjnych, kulturalnych oraz religijnych. Reportaż jej autorstwa pt. „Bez adresu” był nagrodzony na II Ogólnopolskim Przeglądzie Katolickich Programów Telewizyjnych i Radiowych. Kamińska zrealizowała także film biograficzny o malarce Danucie Muszyńskiej-Zamorskiej pt. „Zauroczenie pięknem”. Dziennikarka zajmuje się także edukacją ekologiczną, prowadząc program pt. „Zaprzyjaźnij się z przyrodą”, w który angażuje dzieci. W latach 2005–2016 działała w Radzie Osiedla Katedralna w Łodzi, w ramach której prowadziła pomoc żywnościową dla najbiedniejszych mieszkańców osiedla oraz organizowała festyny.
Jest współpracowniczką Tygodnika Katolickiego „Niedziela” oraz działa w Stowarzyszeniu „Słowo i Muzyka u Jezuitów”, które organizuje koncerty znanych artystów. Od 200 należy do Zakonu Rycerskiego Świętego Jerzego Męczennika. Podczas świąt Bożego Narodzenia organizuje spotkania ze Świętym Mikołajem oraz paczki z prezentami dla dzieci z ubogich rodzin. W 2007 była nominowana tytułu Niezwykłej Polki w Akcji „Akacja” pod honorowym patronatem Marii Kaczyńskiej. W 2015 otrzymała tytuł i statuetkę Kobiety Niezwykłej.

## Odznaczenia
- Odznaka „Za Zasługi dla Miasta Łodzi”,
- Złoty Krzyż Archidiecezji Łódzkiej,
- Medal Świętych Apostołów Piotra i Pawła,
- Krzyż Zakonu Świętego Jerzego,
- Odznaka honorowa „Zasłużony dla Kultury Polskiej”,
- Srebrny Krzyż Zasługi (2018)[1]
- Brązowy Medal „Zasłużony Kulturze Gloria Artis” (2019)[2],
- Nagroda Miasta Łodzi (2024)[3],
- Medal Mater Verbi (2-krotnie)[1]